# 點斑舟尾鱈
點斑舟尾鱈（学名：Kumba punctulata），又名鱈魚，为輻鰭魚綱鱈形目鼠尾鱈科舟尾鱈屬下的一个种，為深海魚類，分布於西太平洋珊瑚海、新喀里多尼亞至新幾內亞海域，深度530-1000公尺，體長可達15公分，生活習性不明。

## 扩展阅读
- 維基物種上的相關：點斑舟尾鱈